# آن سلوتر أندرو
آن سلوتر أندرو (بالإنجليزية: Anne Slaughter Andrew)‏ هي محامية ودبلوماسية أمريكية، ولدت في 1955 في إيفانسفيل في الولايات المتحدة.